# Moja domovina
„Moja domovina” je hrvatska domoljubna pjesma koju su 1991. godine skladali i tekst napisali Zrinko Tutić i Rajko Dujmić, a snimio je Hrvatski Band Aid sastavljen od brojnih hrvatskih glazbenika. Pjesmu je priredio Nikša Bratoš, a glazbu za solo-gitare skladali su i odsvirali Vedran Božić, Husein Hasanefendić i Damir Lipošek.
„Moja domovina” prvi je put emitirana u Dnevniku HTV-a 15. rujna 1991. Tijekom Domovinskoga rata, često se je puštala za podizanje morala kod hrvatskih branitelja i građana smještenih u skloništima. „Moja domovina” se, uz novije domoljubne i rodoljubne pjesme, uvijek na Dan pobjede i domovinske zahvalnosti i Dan hrvatskih branitelja pušta u programima hrvatskih radijskih i televizijskih postaja.

## Tekst
| Svakog dana mislim na tebe              | Oliver Dragojević                                 |
| Slušam vijesti, brojim korake           | Sanja Doležal                                     |
| Nemir je u srcima, a ljubav u nama      | Gabi Novak i Arsen Dedić                          |
| Ima samo jedna istina                   | Jura Stublić                                      |
| Svaka zvijezda sija za tebe             | Danijela Martinović i Krunoslav Slabinac          |
| Kamen puca pjesma putuje                | Jasna Zlokić                                      |
| Tisuću generacija noćas ne spava        | Meri Cetinić i Matko Jelavić                      |
| Cijeli svijet je sada s nama            | Tereza Kesovija                                   |
| (s nama!).                              | Zbor                                              |
| Moja domovina, moja domovina,           | Zbor i Vlado Kalember                             |
| Ima snagu zlatnog žita,                 | Mladen Bodalec                                    |
| Ima oči boje mora,                      | Zvonko Špišić                                     |
| Moja zemlja Hrvatska.                   | Zbor                                              |
| Moja domovina, moja domovina,           | Zbor i Drago Mlinarec                             |
| Ima snagu zlatnog žita,                 | Davor Gobac                                       |
| Ima oči boje mora,                      | Mišo Kovač                                        |
| Moja zemlja Hrvatska.                   | Zbor                                              |
|                                         |                                                   |
| Gitarska sola                           | Vedran Božić, Husein Hasanefendić i Damir Lipošek |
|                                         |                                                   |
| Svakog dana mislim na tebe              | Ivo Robić                                         |
| Slušam vijesti, brojim korake           | Tatjana Matejaš                                   |
| Nemir je u srcima, a ljubav u nama      | Ljupka Dimitrovska i Ivica Šerfezi                |
| Ima samo jedna istina.                  | Zdravko Škender                                   |
| Svaka zvijezda sija za tebe             | Severina Vučković i Stanko Šarić                  |
| Kamen puca pjesma putuje                | Emilija Kokić                                     |
| Tisuću generacija noćas ne spava        | Zdenka Vučković i Đuka Čaić                       |
| Cijeli svijet je sada s nama            | Josipa Lisac                                      |
| (s nama!).                              | Zbor                                              |
| Moja domovina, moja domovina,           | Zbor i Milo Hrnić                                 |
| Ima snagu zlatnog žita,                 | Dino Dvornik                                      |
| Ima oči boje mora,                      | Dalibor Brun                                      |
| Moja zemlja Hrvatska.                   | Zbor                                              |
| Vratit ću se moram doći, tu je moj dom, | Doris Dragović                                    |
| Moje sunce, moje nebo.                  | Ljiljana Nikolovska                               |
| Novi dan se budi kao sreća osvaja       | Zorica Kondža                                     |
| Ti si tu s nama                         | Aki Rahimovski                                    |
| (s nama!).                              | Zbor                                              |
| Moja domovina, moja domovina,           | Zbor i Boris Novković                             |
| Ima snagu zlatnog žita,                 | Ivo Amulić                                        |
| Ima oči boje mora,                      | Jasmin Stavros                                    |
| Moja zemlja Hrvatska.                   | Zbor                                              |
| Ima snagu zlatnog žita,                 | Oliver Dragojević                                 |
| Ima oči boje mora,                      | Arsen Dedić                                       |
| Moja zemlja Hrvatska.                   | Zbor                                              |

## Izvođači (abecednim redom)
Duje Aliburić, Ivo Amulić (Tutti Frutti Band), Boris Babarović, Tedi Bajić, Mirjana Bajzec, Marijan Ban (Daleka obala), Đurđica Barlović, Tomislav Bašnec (Alter Ego), Neno Belan (Đavoli), Krešimir Blažević (Animatori), Ivica Bobinec, Mladen Bodalec (Prljavo kazalište), Fedor Boić, Davor Borno (ITD Band), Zrinka Božičević (Aylu), Vedran Božić, Tomislav Brajša, Marko Brešković (Dubrovački trubaduri), Werner Brozović, Dalibor Brun, Luciano Capurso (Dubrovački trubaduri), Carmen Lili Dokuzović, Sandi Cenov (Novi fantomi), Meri Cetinić, Mirko Cetinski, Toni Cetinski, Marinko Colnago (Novi fosili), Paula Crljenko (Paula Jusić), Stevo Cvikić, Đuka Čaić, Arsen Dedić, Drago Diklić, Ljupka Dimitrovska, Jadran Dogan, Adonis Dokuzović (Carmen), Sanja Doležal (Novi fosili), Darko Domijan, Siniša Doronjga (Bijele strijele), Silvestar Dragoje (Neki to vole vruće), Oliver Dragojević, Doris Dragović, Dino Dvornik, Rajko Dujmić, Ivo Fabijan, Alaga Gagić, Senad Galijašević, Toni Glovatzky, Davor Gobac (Psihomodo pop), Mladen Grdović, Gordan Grnović (The Rockin' kids), Husein Hasanefendić (Parni valjak), Hrvoje Hegedušić, Milo Hrnić, Tonči Huljić (Magazin), Josip Ivanković, Vedran Ivčić, Vesna Ivić, Matko Jelavić, Josip Jordanović (Ex Panonia), Mladen Juričić (Vještice), Đelo Jusić mlađi, Đelo Jusić stariji, Aleksandra Kalafatović, Vlado Kalember, Maruška Kalogjera, Stipica Kalogjera, Tereza Kesovija, Krešimir Klemenčić, Branko Knežević, Vladimir Kočiš-Zec (Novi fosili), Emilija Kokić (Riva), Zorica Kondža-Banov, Mate Mišo Kovač, Zdenka Kovačiček, Mladen Kos, Ivica Krajač, Sandra Kulier, Ismet Kurtović (Drugi način), Mladen Kvesić, Damir Lipošek (Prljavo kazalište), Josipa Lisac, Robert Lovrić (Aylu), Ivanka Luetić, Miro Lukačić (Crveni koralji), Robert Mareković (Fantomi), Danijela Martinović (Magazin), Stanko Matejaš, Tatjana Matejaš-Tajči, Eduard Matešić (Plava trava zaborava), Jakša Matošić, Karlo Metikoš, Stjepan Mihaljinec, Gordana Mihovil (Banana), Seko Mihovil (Banana), Marjan Miše, Drago Mlinarec, Ljiljana Nikolovska, Gabi Novak, Sanja Novinc, Boris Novković, Jura Pađen, Ljerka Palatinuš, Pero Panjković, Ivo Pattiera, Sergio Pavat, Davor Pekota (Forum), Rikardo Perković (Forum), Peco Petej, Slavko Pintarić (Srebrna krila), Elio Pisak, Branko Požgajec (Drugi način), Miljenko Prohaska (dirigent velikog zbora), Nano Prša, Mladen Puljiz (Boa), Simo Radosavljević (Forum), Aki Rahimovski (Parni valjak), Davorin Riger (The Rockin' kids), Ivo Robić, Davor Rodik (Plava trava zaborava), Pero Rogan, Davorka Ručević - Kasandra, Paolo Sfeci (Boa), Krunoslav Slabinac, Miroslav Stanić (Neki to vole vruće), Stjepan Jimmy Stanić, Jasmin Stavros, Zlatan Stipišić-Gibonni, Jura Stublić, Stanko Šarić (Zlatni dukati), Ivica Šerfezi, Zdravko Škender, Zvonko Špišić, Davor Tolja, Marina Tomašević, Sanja Trumbić, Zrinko Tutić, Miro Ungar, Nenad Vetma, Elvira Voća, Severina Vučković, Zdenka Vučković, Danijela Vuletić (Lucky Star), Dražen Zečić, Zvonko Zidarić, Jasna Zlokić, Zvonimir Zrilić, Anica Zubović, Dražen Žanko, Maja Županović.

## Spomen
- dokumentarni film „Moja domovina, 11.000 dana poslije” Tonija Volarića[2]